# Lyon Sprague de Camp
Lyon Sprague de Camp (27. listopadu 1907, New York – 6. listopadu 2000, Plano, Texas) byl americký spisovatel, publicista a popularizátor vědy, autor mnoha děl science fiction a fantasy, jeden z představitelů Zlatého věku science fiction.

## Život

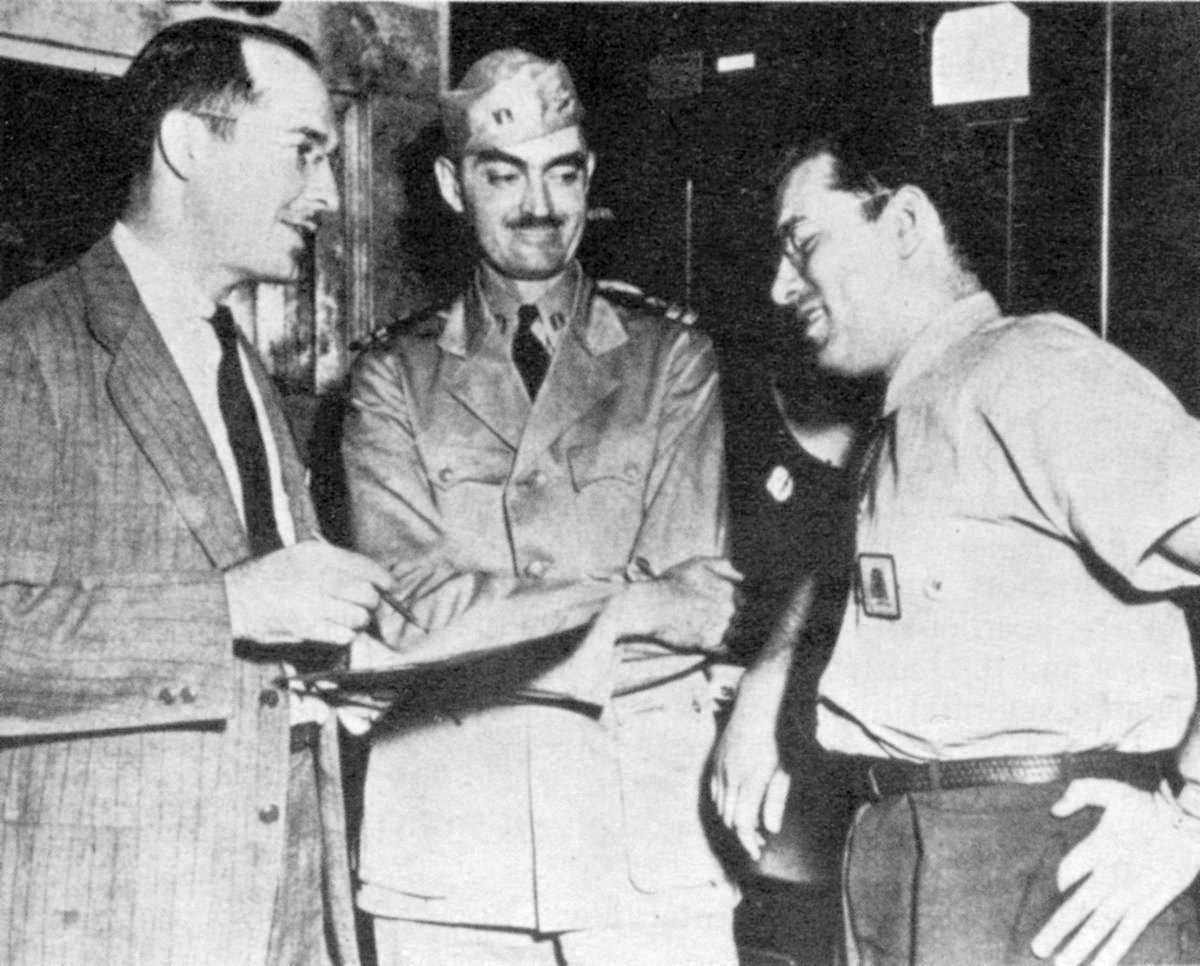
Zleva Robert Heinlein, Lyon Sprague de Camp a Isaac Asimov, Philadelphia Navy Yard, 1944.

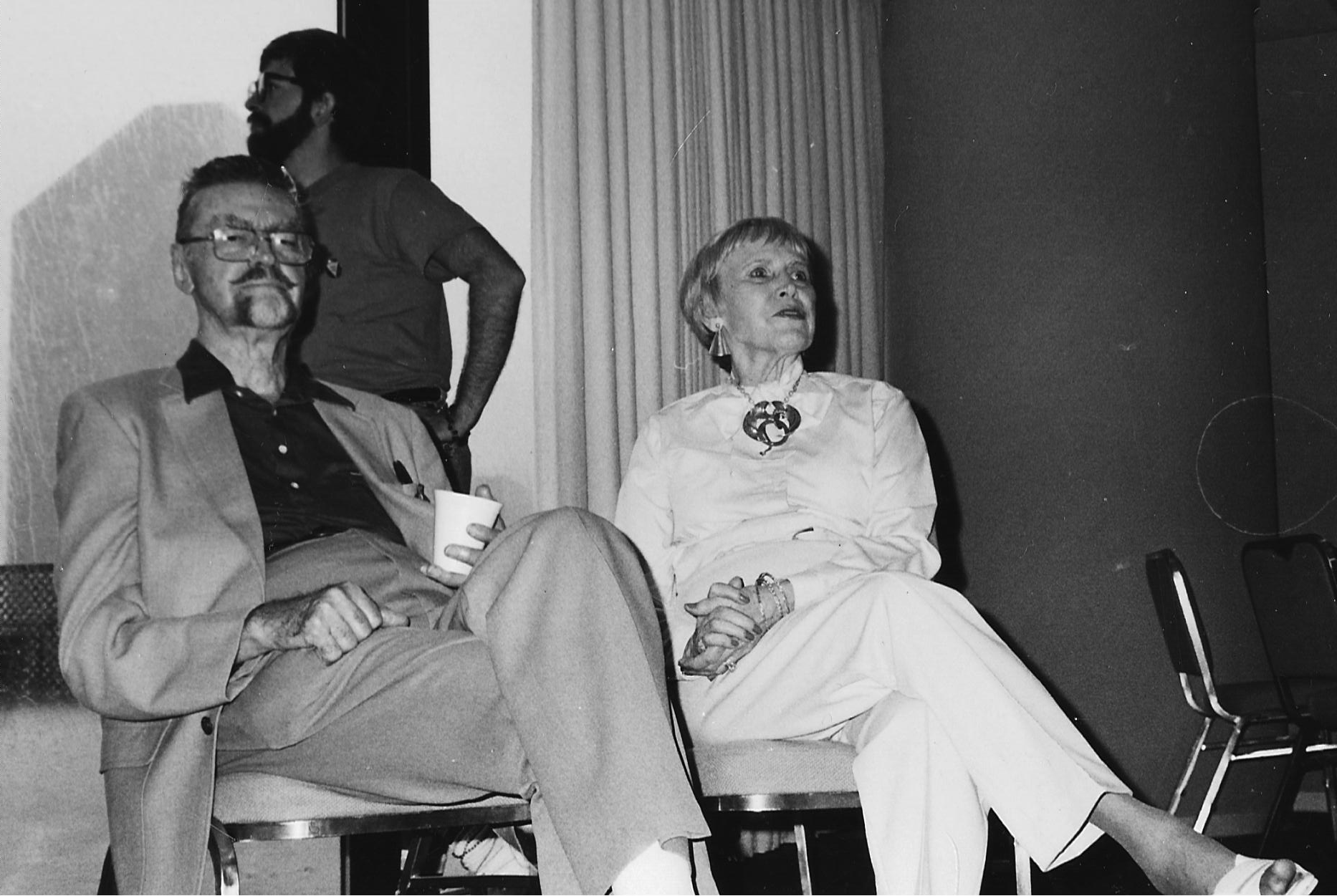
L. Sprague de Camp se svou ženou Catherine Crook de Camp roku 1988 na Nolaconu II v New Orleansu.

Narodil se v New Yorku jako jeden ze tří synů Lyona de Camp a Emmy Beatrice Sprague. Děd z matčiny strany byl Charles Ezra Sprague, účetní, bankéř, veterán americké občanské války a propagátor mezinárodního pomocného jazyka volapük.
L. Sprague de Camp vystudoval letecké inženýrství na univerzitě California Institute of Technology a roku 1930 dosáhl titulu bakalář. Roku 1933 absolvoval Stevens Institute of Technology. V roce 1939 se oženil se spisovatelkou Catherine Crook de Camp (1907–2000), která byla jeho osobní vydavatelkou a obchodní manažerkou a také spoluautorkou mnoha jeho děl z oblasti sci-fi a fantasy. Oba dva společně byli vítanými hosty na všech amerických sci-fi conech. Společně žili ve středoseverním Texasu, jehož mírné počasí a blízkost jejich dvou synů pozitivně stimulovala jejich literární produktivitu.
Během druhé světové války pracoval společně s dalšími známými autory sci-fi Isaacem Asimovem a Robertem A. Heinleinem v Letecké experimentální stanici vojenského námořnictva ve Filadelfii. Z této doby pochází jejich společné foto. Vojenskou službu opustil jako poručík.
Debutoval roku 1939 v pulpovém magazínu Astounding Stories sci-fi povídkou The Isolinguals a v následujících letech se stal jedním z předních přispěvatelů tohoto časopisu. Stal se autorem více než sto dvaceti knih a stovky povídek, mnoho z nich napsal společně s jinými autory, například s Fletcherem Prattem, Linem Carterem, Björnem Nybergem (s posledními dvěma oživil kultovní postavu Conana od Roberta E. Howarda). Vynikl v několika literárních žánrech jako je biografie, science fiction a fantasy, byl také historikem a popularizátorem vědy a stal se mistrem v oboru humoristické fantasy. Působil také jako technický poradce filmů na motivy díla R. E. Howarda Barbar Conan (1982, Conan the Barbarian), Ničitel Conan (1984, Conan the Destroyer) a Kull dobyvatel (1997, Kull the Conqueror).
Zemřel počátkem listopadu roku 2000, svou ženu přežil jen o šest měsíců. Jejich popel je uložen ve společné urně v kolumbáriu na Arlingtonském národním hřbitově.

## Ocenění
Za své dílo obdržel celou řadu cen, například:
- 1953 – International Fantasy Award za knihu Lands Beyond.[5]
- 1975 – Gandalf Grand Master Award (velmistr fantasy) za celoživotní práci na poli fantasy.[6]
- 1977 – Forry Award.[7]
- 1978 – Damon Knight Memorial Grand Master Award (velmistr sci-fi).[8]
- 1984 – World Fantasy Awards.[9]
- 1989 – First Fandom Hall of Fame Award.[10]
- 1993 – Raymond Z. Gallun Award (společně se svou manželkou).[11]
- 1997 – Hugo Award za knihu Time and Chance.[12]
- 1998 – Pilgrim Award.[13]

## Dílo

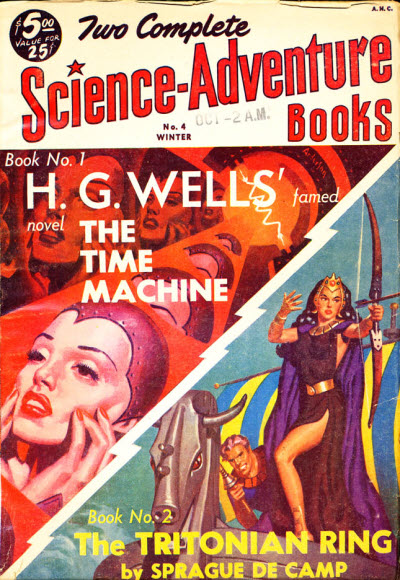
Obálka časopisu Two Complete Science Adventure Books z roku 1951 s románem The Tritonian Ring.

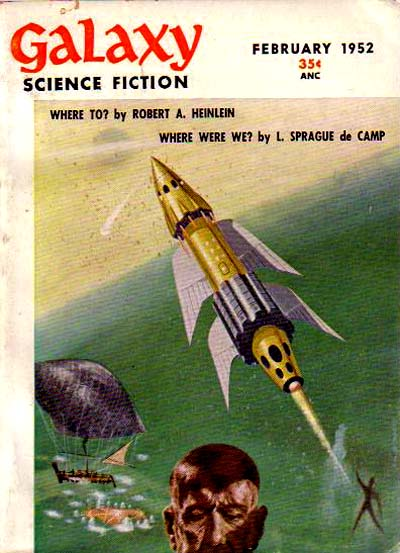
Obálka časopisu Galaxy Science Fiction s povídku Where Were We?

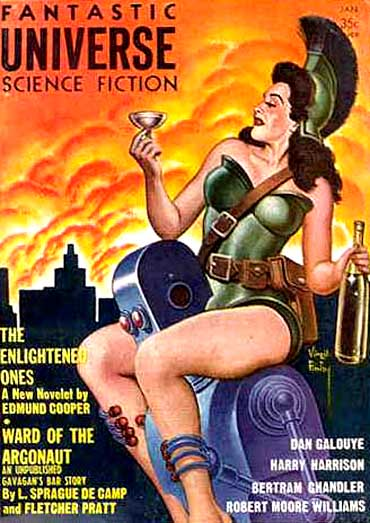
Obálka časopisu Fantastic Universe z roku 1959 s povídkou Ward of the Argonaut z fantasy cyklu Tales from Gavagan's Bar.

### Sci-fi povídky a novely (výběr)
- The Isolinguals (1937), autorův literární debut, příběh založený na tom, že v každém člověku jsou v nevědomí uloženy vzpomínky jeho předků.
- série povídek o inteligentním medvědovi jménem Johny Black: The Command (1938), The Incorrigible (1939), The Emancipated (1940) a The Exalted (1940).
- Hyperpilosity (1938), povídka o tom, jak lidstvo postihne epidemie viru, který má za následek, že všem naroste srst po celém těle.
- The Merman (1938), povídka o objevu biologického inženýrství, které umožňuje dýchat pod vodou.
- Divide and Rule (1939, Rozděl a panuj), novela, ve které se Země po invazi dobyvačné rasy klokaních cizinců vrátí na úroveň feudalismu.
- Living Fossil (1939, Živá fosílie), příběh z daleké budoucnosti, kdy lidstvo vyhynulo a jiné inteligentní druhy zaujaly jeho místo.
- The Gnarly Man (1939), příběh o objevení živého neandrtálského muže.
- The Best-Laid Scheme (1941), parodie na povídky o cestování v čase.
- The Contraband Cow (1942), povídka se odehrává v budoucnosti, kdy bylo na Zemi pod nadvládou Indů zakázáno jíst hovězí maso.
- Where Were We? (1952, Kde jste byli?).
- Aristotle and the Gun (1958, Aristoteles a puška).
- Little Green Men from Afar (1976, Malí zelení mužíci z velké dálky).
- Heretic in a Balloon (1977).
- The Witches of Manhattan (1978).

### Sbírky sci-fi povídek
- The Wheels of If and Other Science Fiction (1948).
- Sprague de Camp's New Anthology of Science Fiction (1953).
- A Gun for Dinosaur and Other Imaginative Tales (1963).
- Scribblings (1972).
- The Best of L. Sprague de Camp (1978).
- Footprints on Sand (1981), společně s Catherine Crook de Camp.
- Rivers Time (1993, Řeky času), série povídek o cestování v čase jejímž hrdinou je lovecký průvodce Reginald Rivers. První a nejznámější z nich je A Gun for Dinosaur (Puška na dinosaury) z roku 1956. Později de Campe dopsal osm pokračování: The Cayuse (1993). Crocamander Quest (1992, Pátrání po Krokomandrovi). Miocene Romance (1993, Miocenní romance), The Synthetic Barbarian (1992, Syntetický barbar), The Satanic Illusion (1992, Ďábelské mámení), The Big Splash (1992, Velká šlupka), The Mislaid Mastodon (1993, Špatně naložený mastodont) a The Honeymoon Dragon (1993, Líbánkový drak).

### Sci-fi cyklus Viagens Interplanetarias
Jde o cyklus povídek, novel a románů z budoucnosti, kdy se dominantní velmocí na Zemi stala Brazílie. Ta ovládá také meziplanetární cesty (portugalsky viagens interplanetarias). Cyklus vznikal ve dvou obdobích, první části v letech 1949–1958, zbytek v letech 1977–1992. Jde o space operu, odehrávající se v několika planetárních soustavách různých hvězd.

### Samostatné sci-fi romány
- Lest Darkness Fall, časopisecky 1939, knižně 1941, pravděpodobně autorův nejznámější román,[2] ve kterém je jeho hrdina po zásahu blesku přenesen v čase z roku 1938 do roku 535 a zde se po rozpadu Římské říše snaží zabránit díky vědomostem z 20. století příchodu barbarství.
- Genus Homo, spoluautor Peter Schuyler Miller, časopisecky 1941, knižně 1950.
- The Glory That Was, časopisecky 1952, knižně 1960, román o obnově antického Řecka ve 27. století.
- The Great Fetish (1978), román vznikl spojením dvou časopisecky vydaných novel Heretic in a Balloon (1977) a The Witches of Manhattan (1978).

### Fantasy povídky a novely (výběr)
- Nothing in the Rules (1939), příběh o závodech v plavání a mořské panně.
- The Undesired Princess (1942).
- The Hungry Hercynian (1953), povídka vážící se k sérii příběhů The Tritonian Ring and Other Pusadian Tales.
- Ka the Appalling (1958), povídka vážící se k sérii příběhů The Tritonian Ring and Other Pusadian Tales.
- The Rug and the Bull (1974).
- The Stone of the Witch Queen (1977), povídka vážící se k sérii příběhů The Tritonian Ring and Other Pusadian Tales.

### Sbírky fantasy povídek
- The Tritonian Ring and Other Pusadian Tales (1953), série příběhů zachycující poslední léta Atlantidy. Obsahuje román The Tritonian Ring (1951) a povídky The Eye of Tandyla (1951), The Owl and the Ape (1951) a The Stronger Spell (1953).
- The Reluctant Shaman and Other Fantastic Tales (1970).
- The Purple Pterodactyls (1980), kniha obsahuje patnáct příběhů finančníka W. Wilsona Newburyho, kterého neustále potkává něco neobyčejného. Povídky pochází z let 1975–1979.

### Fantasy cyklus Harold Shea
Ve spolupráci se spisovatelem Fletcherem Prattem vznikl v letech 1940–1954 cyklus fantasy novel, ve kterém psycholog Harold Shea a jeho kolegové cestují do různých paralelních světů, zejména severské či irské mytologie, kde jsou prastaré mýty a pověsti realitou. V těchto světech prožívá různá humorná dobrodružství.
V devadesátých letech vznik druhý cyklus, na kterém se kromě de Campa podíleli i další autoři jako Christopher Stasheff, Holly Lisleová, John Maddox Roberts, Roland J. Green, Frieda A. Murrayová, Tom Wham a Lawrence Watt-Evans.

### Fantasy cyklus Příběhy z Gavaganova baru
Ve spolupráci s Fletcherem Prattem vznikl v letech 1950–1953 cyklus dvaceti tří povídek, příběhů návštěvníků Gavaganova baru, kde se scházejí vlastníci draků, irských skřítků leprikónů, čarodějové, čarodějnice, dryády a další podivné bytosti. Roku 1953 byly tyto povídky souhrnně vydány ve svazku Tales from Gavagan's Bar (Příběhy z Gavaganova baru). Druhé vydání sbírky z roku 1978 bylo doplněno o šest dalších později vydaných povídek.

### Fantasy cyklus Novaria
Jde o jakousi obrácenou bangsian fantasy, protože náš svět má vůči paralelnímu světu Novaria, který připomíná starověké Řecko, tu vlastnost, že je jeho světem posmrtným. Základem cyklu je trilogie The Reluctant King (Neochotný král), vydaná v jednom svazku roku 1985. Jejím hrdinou je Joran, bývalý král městského státu Xilar, kde mají ten zvyk, že každému králi po pěti letech setnou hlavu a hodí jí do davu. Kdo jí chytí, stane se na dalších pět let králem. Trilogie se skládá z románů The Goblin Tower (1968, Věž goblinů), The Clocks of Iraz (1971, Hodiny Irazu) a The Unbeheaded King (1983, O hlavu nezkrácený král).
Do stejného světa je umístěna povídka The Emperor's Fan (1973) a romány The Fallible Fiend (1973) a The Honorable Barbarian (1989).

### Fantasy cyklus Conan
Počínaje rokem 1955 oživil de Camp společně s Linem Carterem a Björnem Nybergem kultovní postavu Conana od Roberta E. Howarda. Původní cyklus obohatili o šest románů a o více než dvacet nových povídek a novel.

### Samostatné fantasy romány
- Solomon's Stone (Šalamounův kámen), časopisecky 1939, knižně 1956, román z alternativní reality, jejíž obyvatelé jsou snovými verzemi vlstních pozemských protějšků.
- Land of Unreason (Země nerozumu), společně s Fletcherem Prattem, časopisecky 1941, knižně 1942. Román se odehrává v nadpřirozeném světě pod vládou krále Elfů Oberona.
- The Carnelian Cube (1948), společně s Fletcherem Prattem. Hrdina románu projde díky objevu kamene mudrců různými cizími světy.
- The Incorporated Knight (1987), společně s Catherine Crook de Camp, román vznikl spojením povídek Two Yards of Dragon (1976), The Coronet (1976. Korunka), Spider Love (1977, Pavoučí láska) a Eudoric's Unicorn (1977), humorná fantasy.
- The Pixilated Peeress (1991, česky jako Nesnáze s hraběnkou v nesnázích), společně s Catherine Crook de Camp, humorná fantasy, pokračování románu The Incorporated Knight.

### Historické romány
- An Elephant for Aristotle (1958, Slon pro Aristotela).
- The Bronze God of Rhodes (1960, Bronzový bůh Rhodu).
- The Dragon of the Ishtar Gate (1961, Drak Ištařiny brány).
- The Arrows of Hercules (1965, Herkulovy šípy)
- The Golden Wind (1969, Zlatý vítr).

### Poezie
- Demons and Dinosaurs (1970).
- Phantoms and Fancies (1972).
- Heroes and Hobgoblins (1981).

### Eseje
- The Conan Reader (1968).
- Rubber Dinosaurs and Wooden Elephants (1996).